# Abd-al-Qàdir al-Quraixí
Muhyi-d-Din Abd-al-Qàdir ibn Muhàmmad ibn Muhàmmad ibn Nasr-Al·lah ibn Sàlim ibn Abi-l-Wafà al-Quraixí (1297-1373), anomenat Abd-al-Qàdir al-Quraixí, fou un professor egipci de jurisprudència hanefita i biògraf.
Va escriure un recull curt de biografies d'hanefites (Al-jawàhir al-mudiyya fi-tabaqat al-hanafiyya, publicada a Hyderabad el 1913/1914), una biografia d'Abu-Hanifa i un recull de biografies de personatges morts entre 1297 i 1359.